# José Antonio Quintero Oliveros
José Antonio Quintero Oliveros (Barquisimeto, Lara; 17 de març de 1988) és publicista, ex àrbitre de futbol professional i dirigent esportiu. Actualment, és vicepresident de la Federació Veneçolana de Futbol (FVF).

## Educació
Té un títol de tècnic superior universitari (TSU) en Publicitat i Màrqueting de la Universitat Tecnològica de Sucre de Barquisimeto, i a més un postgrau en Negocis i Administració del Futbol a la Universitat Centroccidental Lisandro Alvarado de la mateixa ciutat.
L'any 2019 va realitzar un postgrau en Administració i Gerència del Futbol a l'Institut Johan Cruyff (Barcelona, Espanya) i el 2021 obté un diplomat en Gerència Esportiva de la FIFA CIES.

## Carrera professional
Comença la seva carrera a futbol el 2006 com a àrbitre, ascendint des de les categories regionals del futbol veneçolà fins a arribar a la Primera Divisió, on exerceix com a jutge de línia fins al seu retir el 2009.
Aquest any, ingressa a l'estructura del Club Esportiu Lara, equip professional veneçolà, on va arribar a ocupar el càrrec de gerent esportiu. Durant la seva gestió, l'equip va classificar unes quantes vegades la Copa Llibertadors i la Copa Sud-americana.
Va ser, fins al 2021, president de la Lliga Internacional de Futbol menor de l'estat Lara.

### Federació Veneçolana de Futbol
Entre els anys 2011 i 2016, va ser coordinador de les seleccions nacionals sub 15, sub 17 i sub 19. De la mà de Rafael Dudamel, el 2016, va formar part del cos de la Vinotinto exercint-se com a coordinador general, càrrec que va ocupar fins al 2020.
Com a part de la selecció sub 17, el 2013 va obtenir l'Ordre Francisco de Miranda a la seva primera classe, i la condecoració Juan Guillermo Iribarren; al cap de 4 anys més tard, va estar present a la selecció nacional sub 20 al subcampionat mundial obtingut per Vinotinto a Corea.
El 2021, es va postular a la directiva de la Federació Veneçolana de Futbol com a part de la planxa «Som Vinotinto». A la votació celebrada el 28 de maig, aquesta planxa, liderada per Jorge Giménez Ochoa, aconsegueix la victòria amb 57 vots a favor contra els 34 assolits per «Evolución Vinotinto», de Jorge Silva. D'aquesta manera, va ser elegit per dirigir l'ens rector del futbol veneçolà fins a l'any 2025. Quintero exerceix des d'aquell moment el càrrec de vicepresident segon de la institució.